# Золота легенда

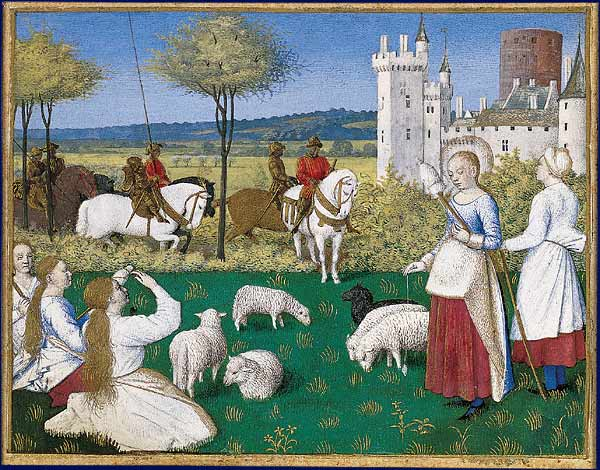
«Свята Маргарита звертає на себе увагу римського префекта» — сюжет з «Золотої легенди», мініатюра з «Часослова Етьєна Шевальє» роботи Жана Фуке, Музей Конде

«Золота легенда» (лат. Legenda aurea) — збірка християнських легенд і цікавих житій святих (агіографій) Якова Ворагінського, що стала бестселером пізнього середньовіччя. Збереглось понад тисяча манускриптів з текстами збірки, тоді як у її найближчих суперників — близько двадцяти.
Скоріш за все, вона була написана близько 1260 року, хоча текст доповнювався у наступні століття.

## Складання «Золотої легенди»
«Золота легенда» була складена домініканцем Яковом Ворагинським, єпископом Генуї, частково за письмовими джерелами, частково на основі фольклорних переказів.
Як літературний матеріал використовувалися як канонічні, так і популярні апокрифічні Євангелія, приміром Від Никодима; історії з «Житій святих отців» Ієроніма, «Церковних історій» Євсевія, «Дзеркала історичного» Вінсента з Бове, праці Амбросія Медіоланського, Альберта Великого, Йосипа Флавія, Григорія Турського, Івана Касіяна, Кассіодора і багато інших середньовічних творів. Всього виявлено понад 130 використаних ним текстів, хоча для багатьох історій визначити джерело, з якого Яків Ворагінський взяв той чи інший сюжет, не вдалося: крім переказу текстів старих авторів, він додав безліч легенд і оповідей, взятих ним з усних оповідань. Ця компіляція створювалася автором без будь-якого критичного підходу. З редакцій житій вибиралися не найдостовірніші версії, а найцікавіші.

Приміром, історія Понтія Пілата викладена так: «якийсь король спокусив дочку мірошника Атуса на ім'я Піла. Народивши позашлюбну дитину, вона дала їй ім'я „Пілат“, складене з імені власного батька і свого. Вже в ранньому дитинстві Пілат вбив свого зведеного брата, законного спадкоємця, і незабаром був відісланий до Риму. Там він потоваришував із сином французького короля, але вбив і його. Згодом Пілат був призначений правителем на „острів Понт“ (звідси його прізвисько „Понтійський“). Жорстокістю свого правління він привернув до себе симпатії царя Ірода, і той зробив Пілата намісником Юдеї.» Про все це, пише Яків Ворагінський із застереженням, «ми читаємо в одній повісті, очевидно, не цілком достовірній».

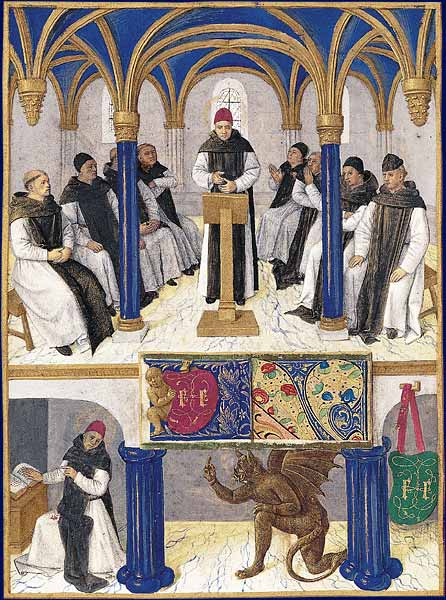
«Святий Бернард і диявол», Жан Фуке

Зокрема, саме з «Золотої легенди» поширились розповіді про те, як Георгій боровся з драконом, що Марія Магдалина була блудницею, а волхви — не простими магами, а загадковими східними царями Каспаром, Мельхіором і Бальтазаром.
Спочатку книга містила 180 житій найшанованіших католицьких святих, протягом наступних століть вона доповнювалася. Загалом до «Золотої легенди» увійшли розповіді про близько 200 святих, включаючи апокрифічні розповіді про діву Марію та Ісуса Христа, кілька епізодів з життя старозавітних персонажів з цікавим переказом Священної історії, а також тлумачення літургійного року і змісту церковних свят. Ймовірно, «Золота легенда» була задумана саме як книга для священнослужителів, з послідовним викладом церковних свят і приведенням житій святих відповідно до церковного календаря.
Назва, надана автором — «Legenda Sanctorum» (Святі Сказання), через деякий час в народній традиції перетворилася на «Legenda Aurea», тобто «Золота легенда». Інша назва «Historia Lombardica» — оскільки в збірці також висвітлювалися деякі епізоди з життя лангобардів.

### Жанр

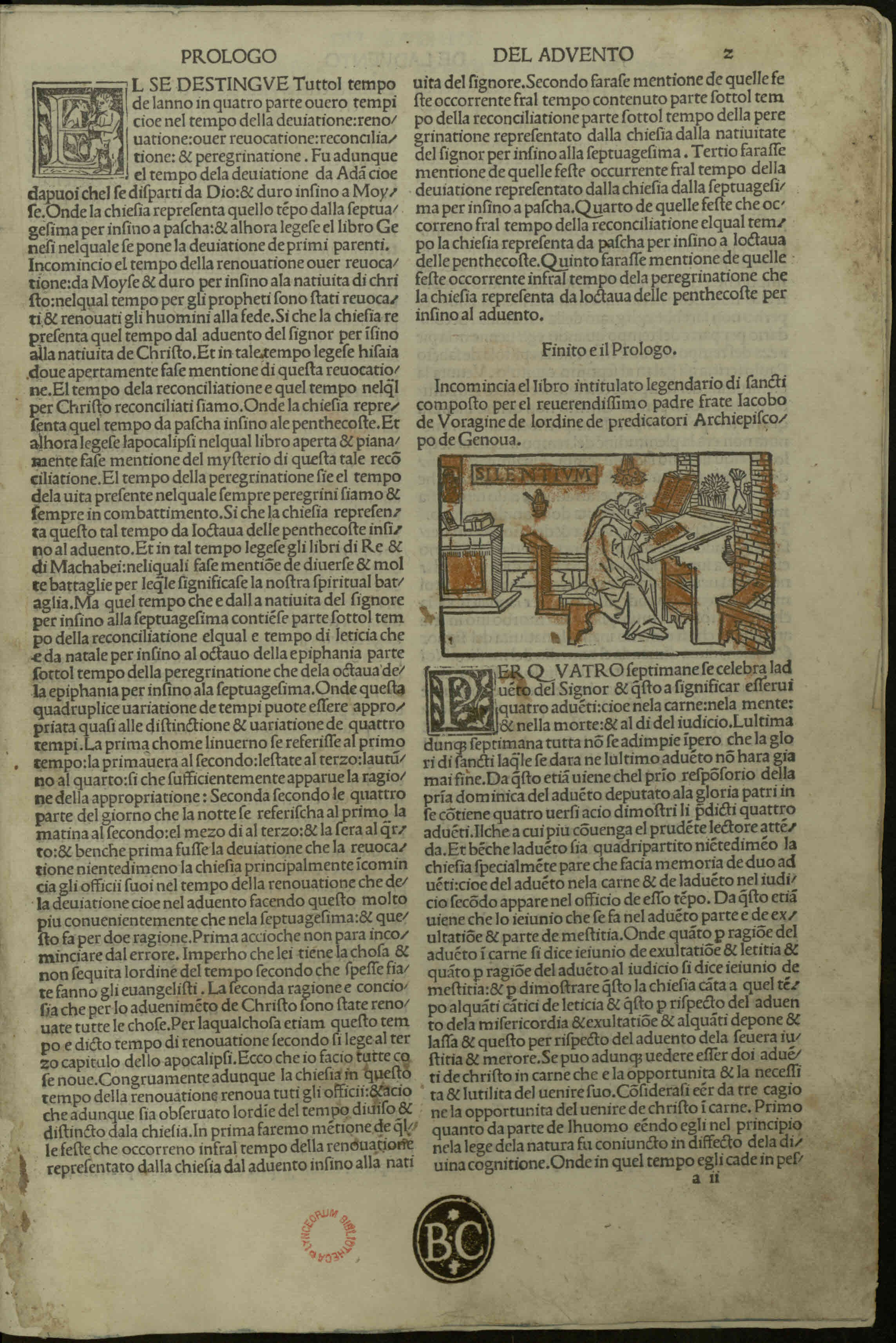
Legenda Aurea, 1499.

«Золота легенда» належала до ряду численних зведених збірок легенд латинською мовою, що виникали в Європі в XIII—XV ст.; вони мали духовно-моральний характер і були розраховані на широкий круг читачів. Історія і доктрини християнства в книзі викладені спрощено і схематично, але при цьому в дуже щирій і виразній манері, завдяки чому легенди часом сприймаються як казки. Додаткова особливість книги випливає зі світогляду середньовічної людини: дивовижне і реальне не розділяються, дива відчуваються як частина повсякденного життя.
Стиль книги, що нагадує конспект завдяки великій кількості використаних джерел, має ще одну особливість: хоча в ній зібрано величезну кількість відомостей, але майже повністю відсутні будь-яка авторська інтерпретація, мораль або висновки. При порівнянні з першоджерелами легенд у Якова Ворагінського майже завжди в наявності спрощення, його цікавлять стійкість святих, їх віра і дива, але не їх людська природа, характер або шлях духовного становлення. Характерна риса оповідача: час від часу Яків Ворагінський може згадати про недостовірність розказаної ним історії або про те, що до неї «не можна відноситься серйозно».
По суті компілятивна, «Золота легенда» завдяки своїй цікавості і насиченості деталями стала енциклопедією середньовічного життя, що дає можливість таким дослідникам як Ле Гофф спиратися на неї при відновленні побуту XIII—XIV ст.

## Вплив на європейську культуру

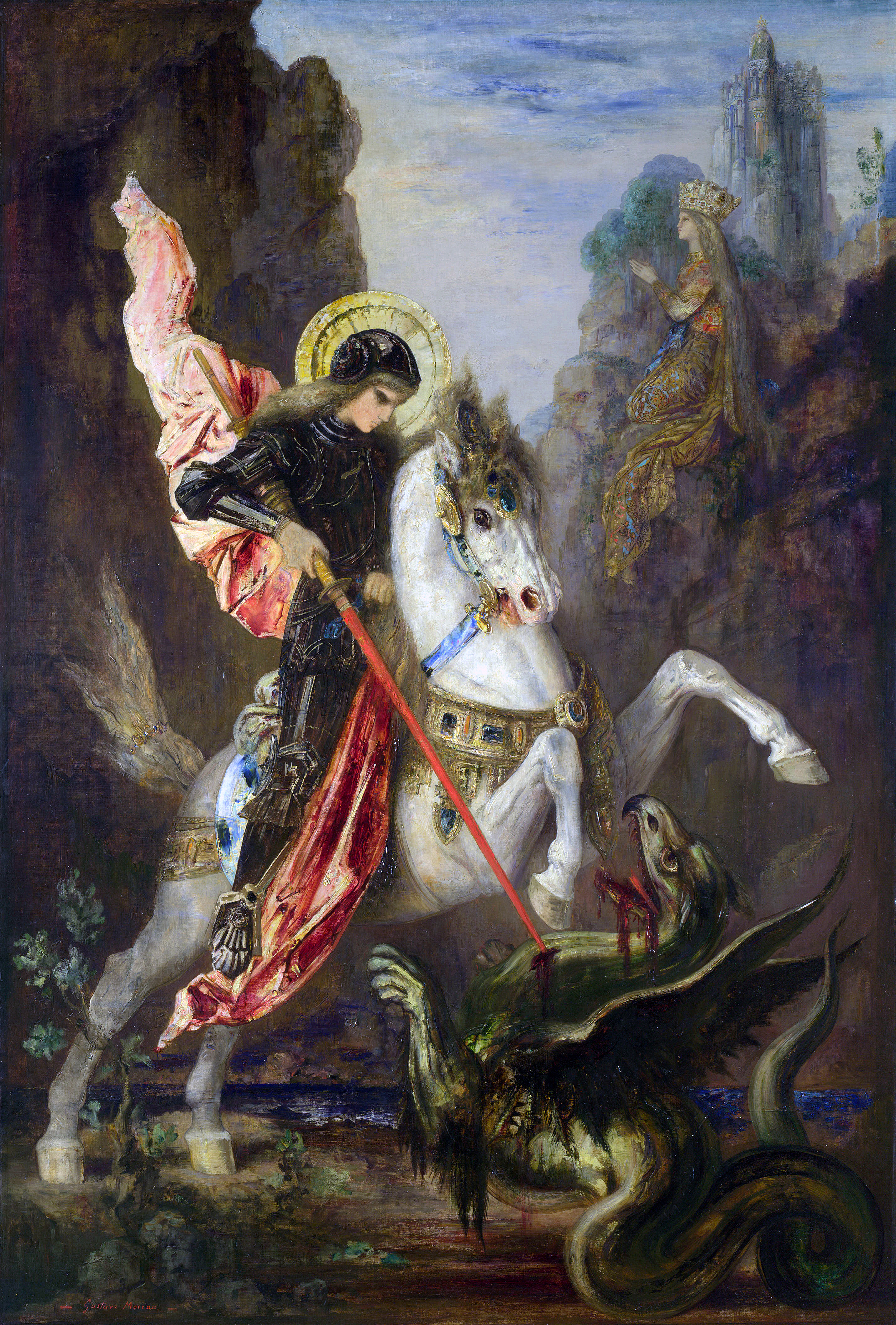
Історія про Святого Георгія і дракона є однією з багатьох історії, збережених через «Золоту легенду».

Ця збірка здійснила потужний вплив на формування європейської культури, ставши джерелом великого числа сюжетів для літературних і живописних творів, а також для великої кількості пізніших переробок агіографічного матеріалу (аж до «Легенди про Юліана Милостивця» Гюстава Флобера і «Таїс» Анатоля Франса).
Найзначущіші з іконографічних сюжетів релігійного живопису, популяризовані «Золотою легендою»:
- Успіння Богородиці, Коронування Марії і взагалі Житіє Богоматері — зокрема текст послугував основою для ансамблю Капели Джотто;
- Історія Животворного хреста — перероблена П'єро делла Франческа в розписах капели базиліки Сан Франческо в Ареццо;
- Легенда про Святого Георгія і дракона;
- Легенда про Святого Христофора і Немовля;
- Історія Марії Магдалини як блудниці;
- Історія Катерини Александрійської;
- Історія Святої Луції;
- Історія Женев'єви Брабантської;
- Історія Марії Єгипетської;
- Повість про Варлаама і Іоасафа;
- Історія Кипріяна і Юстини — і так далі.
- Історія святої Варвари.